# Goshen (Connecticut)
Goshen es un pueblo ubicado en el condado de Litchfield en el estado estadounidense de Connecticut. En el año 2005 tenía una población de 3.092 habitantes y una densidad poblacional de 27 personas por km².

## Geografía
Goshen se encuentra ubicada en las coordenadas 41°51′05″N 73°14′09″O / 41.85139, -73.23583.

## Demografía
Según la Oficina del Censo en 2000 los ingresos medios por hogar en la localidad eran de $64,432, y los ingresos medios por familia eran $72,452. Los hombres tenían unos ingresos medios de $48,125 frente a los $30,464 para las mujeres. La renta per cápita para la localidad era de $33,925. Alrededor del 3.3% de la población estaban por debajo del umbral de pobreza.